# زاروبه
زاروبه (به صربی: Zarube) یک روستا در صربستان است که در ناحیه کولوبارا واقع شده‌است.
 زاروبه  ۱۷۱ نفر جمعیت دارد.